# 拉吉斯拉夫·法尔塔
拉吉斯拉夫·法尔塔（捷克語：Ladislav Falta，1936年1月30日—2021年12月18日），捷克男子射击运动员。他曾代表捷克斯洛伐克参加1964年、1968年和1972年夏季奥林匹克运动会射击比赛，其中1972年奥运会获得一枚银牌。